# Łyna

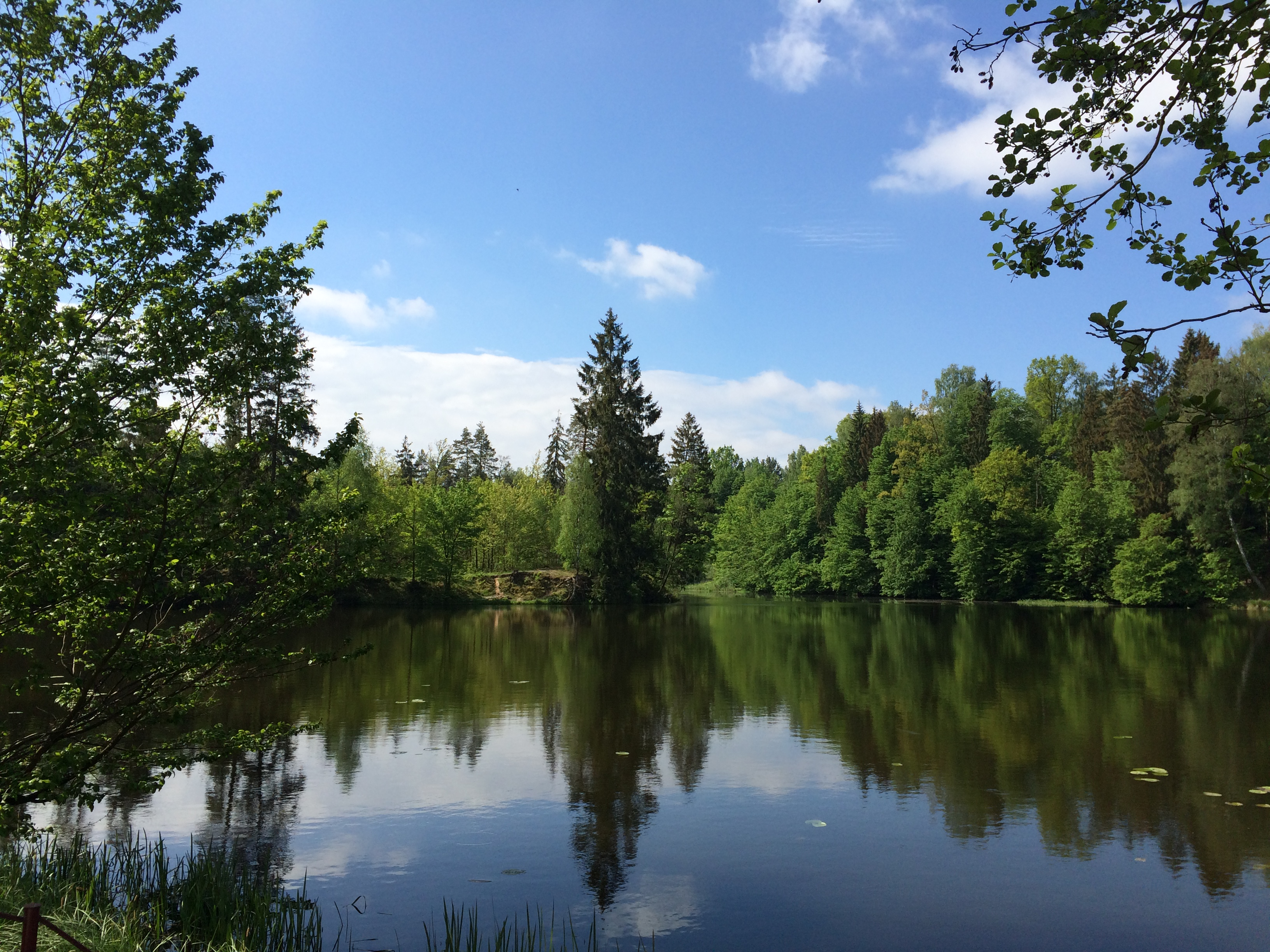
De Łyna ca 10km ten noorden van Olsztyn

De Łyna (Duits: Alle; Russisch: Лава, Lava) is een rivier in Noordoost-Polen en Rusland.
De Łyna stroomt door de Poolse regio Ermland-Mazurië en de Russische exclave Kaliningrad. De rivier heeft een lengte van 264 km, waarvan 190 km in Polen en 74 km in Rusland.
De bron van de rivier is bij het gelijknamige dorpje Łyna, nabij Nidzica. In Znamensk in de oblast Kaliningrad mondt de rivier uit in de Pregolja (Pregel).
Aan de Łyna liggen de steden Olsztyn, Dobre Miasto, Lidzbark Warmiński, Bartoszyce en Pravdinsk.
De Łyna is de voornaamste rivier van de historische regio Ermland. Voorbij Lidzbark Warmiński, het voormalige Heilsberg, vormt de rivier vervolgens de grens tussen de historische landschappen Natangen in het westen en Barten in het oosten.

## Sport en recreatie
Vanaf de bron van deze rivier loopt de Europese wandelroute E11. De E11 loopt van Den Haag naar het oosten, op dit moment de grens Polen/Litouwen. De route komt vanuit het noordwesten ten opzichte van de bron nabij Żelazno en loopt via het dal ca 100km tot aan Lidzbark Warminski. Daar buigt de rivier naar links en de route vervolgt in zuidoostelijke richting Stoczek Klasztorny.